# 羅伯特·福斯特·威南斯
羅伯特·福斯特·威南斯（英語：Robert Foster Winans）是前《華爾街日報》專欄作家，在1980年代早期負責替《華爾街日報》專欄「華爾街傳聞」撰寫文章，1985年法院判處福斯特·威南斯監禁8個月，1987年庭審時福斯特·威南斯承認他在1983年與彼得·N·布蘭特達成交易協議，在「華爾街傳聞」專欄發佈前將資訊告知彼得，彼得會自行處理可能受到影響的股票，這個協議替他們賺取將近70萬美元的金額，之後美國聯邦上訴法院以4:4判決確定，福斯特·威南斯以證券欺詐罪入獄9個月。